# Uppsala stadsteater
Uppsala stadsteater (tidligere Upsala-Gävle stadsteater) er et svensk teater i Uppsala, beliggende på Kungsgatan. Teatret er Sveriges tredjestørste byteater.
Årligt har teatret ca. 500 forestillinger fordelt på fire scener og et publikumstal på rundt regnet 70.000. I Teaterhuset findes foruden scenerne, en restaurant, en café og et galleri.

## Historien
Fra 1951 til 1982 hed teatret "Upsala-Gävle stadsteater", fordi byerne samarbejdede om teaterforestillinger. I Uppsala tog planerne om et byteater fart i forbindelse med, at man byggede et Folkets Hus i 1950. Instruktør Hans Dahlin og Lennart Hedberg kom begge på samme idé. De to initiativtagere formåede at engagere den daværende lensmand Hilding Kjellman i projektet. Der blev nedsat et udvalg, der skulle undersøge og forsøge at få forskellige sponsorer til at blive interesserede.
Da teatret begyndte med sine aktiviteter i året 1950-1951, var der ikke noget teaterensemble, men man var udelukkende afhængig af gæstespil. Uropførelsen den 23. September 1950 blev opført af den Kungliga Operan, som opførte Mozarts Figaros bryllup med operainstruktøren Joel Berglund i titelrollen. Den første teaterchef blev instruktøren Gösta Folke.
Den første produktion, der blev lavet i Folkes tid, var komedien Fyra krigares kärlek (The Love of Four Colonels) af Peter Ustinov, og i den deltog næsten hele det første ensemble, herunder Agneta Prytz, Hans Strååt, Fylgia Zadig, Jan-Erik Lindqvist, Kerstin Rabe, Ingvar Kjellson og Meta Velander. Folkes første teaterensemble omfattede også skuespilleren og den kommende Dramaten-chef Jan-Olof Strandberg og Anita Blom, der gennem årene er blevet kendt af publikum på byens teater.
I forbindelse med at teatret kunne fejre 50 års-jubilæum i 2001, blev der lavet en dokumentarfilm med performancebilleder fra årene, der er gået.
- Bás-relief
- Uppsala stadsteater fra efteråret 2014
- Andet bás-relief

## Scener
Teatret har fire scener:
- Stora scenen med 528 tilskuerpladser.
- Lilla scenen der har mellem 150 og 240 tilskuerpladser (afhængig af sceneformationen).
- Ettan med 100 tilskuerpladser.
- Intiman (tidligere Teaterhörnan, inden dette Salongen) med 60-70 tilskuerpladser.

## Teaterledere[5]
- 1951–57 – Gösta Folke
- 1957–61 – Carl-Axel Heiknert
- 1961–64 – Frank Sundström
- 1964–74 – Palle Granditsky
- 1974–79 – Lars Engström
- 1979–81 – Staffan Olzon
- 1981–85 – Pierre Fränckel
- 1985–91 – Åke Lundqvist
- 1991–97 – Finn Poulsen
- 1997–2007 – Stefan Böhm
- 2007–2016 – Linus Tunström
- 2016 og frem - Petra Brylander

## Byggeriet
Selve huset er tegnet af stadsarkitekten Gunnar Leche i 1948 og opført i 1950 som Folkets hus. Indvendigt har Sven Erixson malet en af væggene omkring Stora scenen med billeder fra bl.a. Blodsbröllop af Federico García Lorca, Romeo och Julia og Richard III af William Shakespeare. Reliefferne på facaden er udført af billedhuggeren Allan Wallberg.